# 境目トンネル
境目トンネル（さかいめトンネル）は、国道192号の愛媛県と徳島県の県境にある境目峠（標高381m）直下を貫通する道路トンネルである。

## 概要

### 諸元
- 路線：国道192号
- 所在地：愛媛県四国中央市川滝町 - 徳島県三好市佐野
- 竣工：1972年（昭和47年）9月
- 全長：855m
- 幅：8.0m
- 高さ：4.5m（高さ制限：m）
- 車線：2車線（歩道あり）
- 総工費：